# Othmarschen
Othmarschen, Hamburg-Othmarschen – dzielnica miasta Hamburg w Niemczech, w okręgu administracyjnym Altona. 
1 kwietnia 1938 na mocy ustawy o Wielkim Hamburgu włączony w granice miasta.

## Muzea
- Muzeum Sztuki Ernst-Barlach-Haus